# Lynda Benglis
Lynda Benglis (1941, Lake Charles, EUA) és una artista estaunidenca.
La seva coneguda sèrie de Lynda Benglis Self (Jo, 1970-1976) parteix de l'experiència de l’autora per analitzar, des d’un punt de vista crític, els rols que ella i altres artistes exerceixen en el món de l’art. Són fotografies que aborden l’ús de la identitat de gènere i la sexualitat femenina com a estratègies visuals en la publicitat. Les imatges deixen clar que el títol, Self, suggereix un estatus ambigu, que depèn del reconeixement social i les percepcions del poder més que de la trajectòria personal, la biografia o els retrats.
La fotografia més coneguda i controvertida de Benglis mostra l’artista nua i amb ulleres de sol, amb la pell llustrosa i els cabells pentinats enrere, posant amb un gran consolador entre les cames. Aquesta imatge va aparèixer en un número d’Artforum de 1974: Benglis havia pagat perquè es publiqués com a anunci a la revista com a gest de protesta, provocació i empoderament davant de la dràstica reducció d’un reportatge sobre la seva obra que havia de sortir en aquella mateixa revista. La imatge mostra la complexitat de la seva experiència de gènere com a dona que intenta triomfar en el món de l’art dels anys setanta.